# Mühlenberg (Herzberg am Harz)
Mühlenberg ist eine Siedlung am Oberharzrand und Teil der Gemeinde Herzberg am Harz, im Landkreis Göttingen (ehemals Osterode) in Niedersachsen.

## Geografie

### Geographische Lage
Mühlenberg liegt an der Südwestspitze des Nationalpark Harz und ist zu drei Vierteln vom Harzwald umgeben. Mühlenberg bildet zugleich die Nordspitze des Hägerfeldes. Etwa 400 Meter westlich beginnt das Lüderholz, eine der aktivsten Erdfallregionen der Südharzer Gipskarstlandschaft, mit Erdfällen wie dem Kesselsumpf. Das Lüderholz wiederum wird von der Westharzstrecke und der autobahnähnlichen Westharzschnellstraße (B 243) durchschnitten; bis zur Anschlussstelle Aschenhütte an dieser sind es von Mühlenberg aus etwa 1,3 Kilometer.
Die nach Luftlinie gemessen nächstgelegenen Siedlungen sind Aschenhütte und Herzberg-Mahnte (jeweils 1,6 km) sowie Hörden und Lonau (jeweils 2,6 km).

## Geschichte
Mühlenberg war bereits im 17. Jahrhundert eine Flurbezeichnung des Fleckens Herzberg.
Im Jahr 1794 kaufte der Herzberger Ackermann Johann Wilhelm Klaproth den gesamten Flur in Größe von 11 Morgen. Bis zum Jahr 1803 baute er dort das erste Haus auf dem Mühlenberg, eine sogenannte Anbauerstelle. Da Mühlenberg niemals Baugebiet war, blieb Mühlenberg stets im Besitz der Nachkommen der Familie Klaproth (auch: Klapproth). Ein Familienzweig verkaufte im Jahr 1882 sein Haus an die Familie Schrader, deren Nachkommen heute ebenfalls auf dem Mühlenberg wohnen. Zu Beginn des 20. Jahrhunderts wurde Mühlenberg auch als „Kolonie Mühlenberg“ bezeichnet. Vor 2000 war Mühlenberg im Umland für eine mittlerweile geschlossene Gaststätte bekannt. Betreiber war die Familie Heine (früher Schrader).
Die Herkunft der Flurbezeichnung „Mühlenberg“ ist unbekannt. Sie dürfte aber auf den östlich gelegenen Berg gleichen Namens zurückgehen.

## Tourismus und Sehenswürdigkeiten
Mühlenberg kann Ausgangspunkt für Wanderungen und Mountainbiketouren im Oberharz, zum Beispiel nach Lonau, zum Auerhuhnschaugehege oder zur Hanskühnenburg sein.

## Wirtschaft und Infrastruktur

### Verkehr
Nach Mühlenberg gibt es keine Buslinie. Die von Hattorf über Elbingerode und Hörden zur Westharzschnellstraße führende Kreisstraße endet im Ort.
Die nächstgelegenen Eisenbahnzugangstellen sind der Haltepunkt Herzberg Schloss an der Westharzstrecke sowie der Bahnhof Herzberg (Harz) an West- und Südharzstrecke.